# Вепри (Вологодская область)

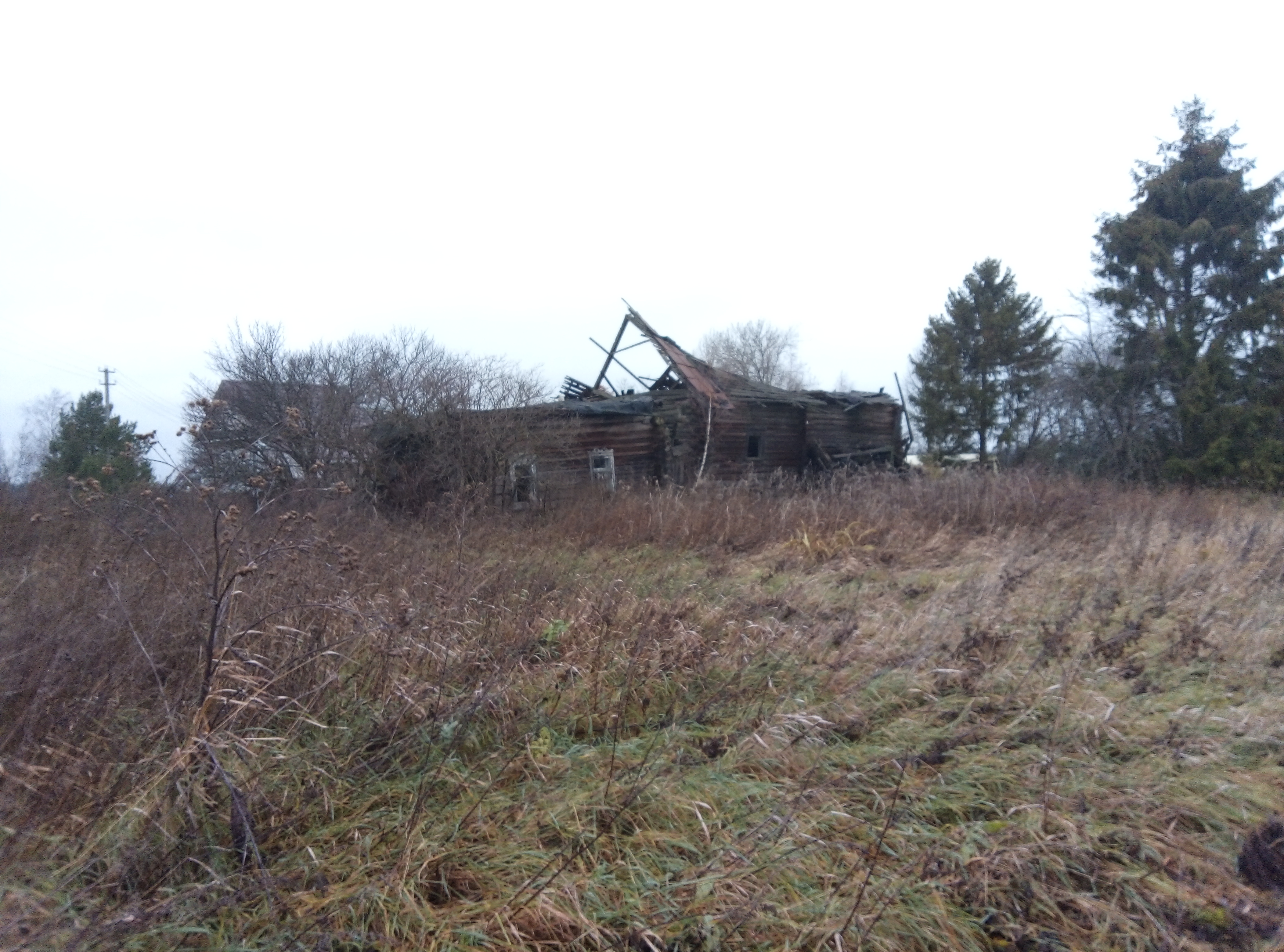
Развалины одного из домов в д. Вепри

Вепри — деревня в Вологодском районе Вологодской области.
Входит в состав Кубенского сельского поселения (с 1 января 2006 года по 8 апреля 2009 года входила в Вепревское сельское поселение), с точки зрения административно-территориального деления — в Вепревский сельсовет.
Существует, по меньшей мере, с 1782 года, когда была создана ревизская сказка о крестьянах этой деревни, скан которой присутствует на сайте Государственного архива Вологодской области.
Расстояние до районного центра Вологды по автодороге — 58 км, до центра муниципального образования Кубенского по прямой — 22 км. Ближайшие населённые пункты — Марьино, Антоново, Макарово.
По переписи 2002 года население — 2 человека.